# Rhagio yasumatsui
Rhagio yasumatsui är en tvåvingeart som beskrevs av Akira Nagatomi 1972. Rhagio yasumatsui ingår i släktet Rhagio och familjen snäppflugor. Inga underarter finns listade i Catalogue of Life.